# Kjeld von Viborg

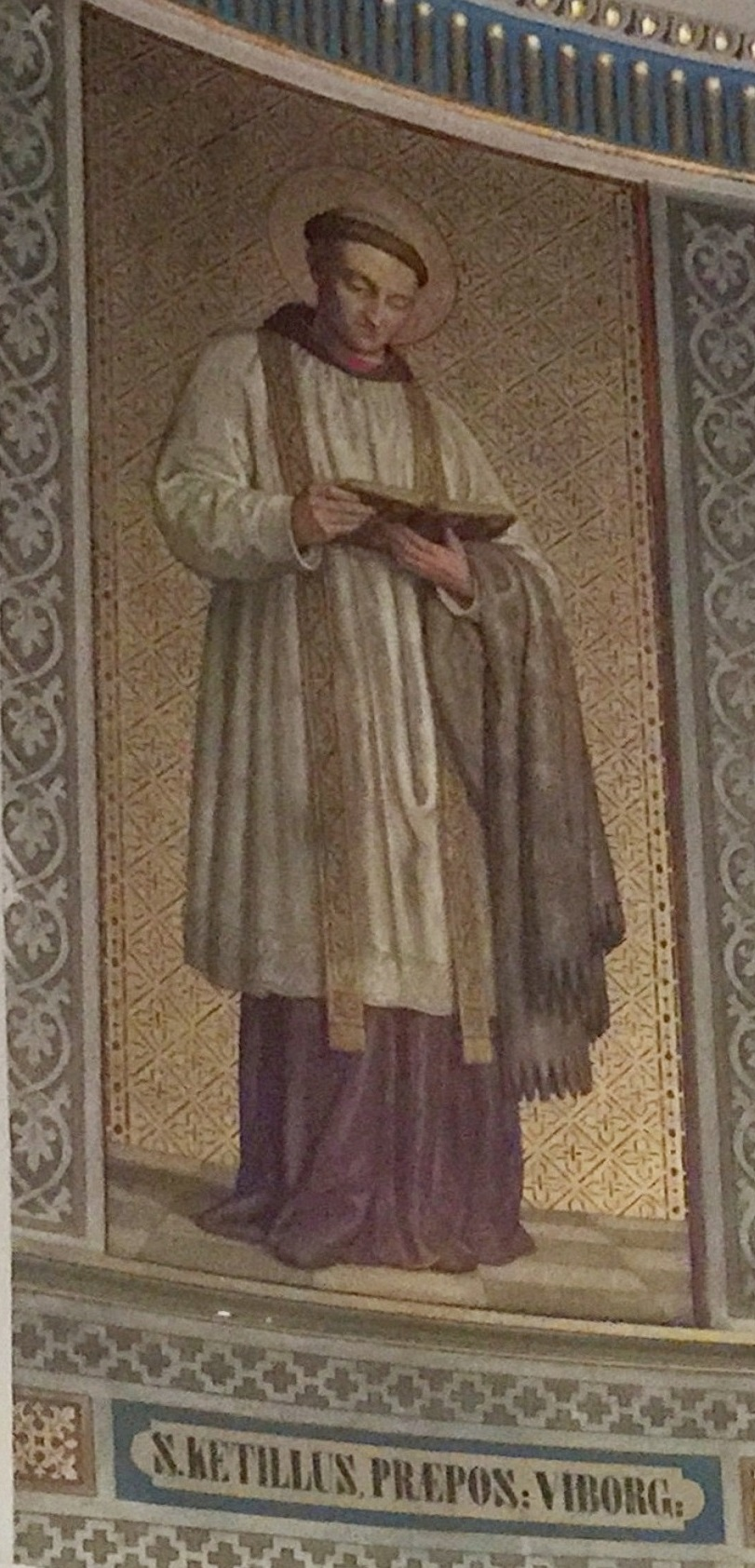
Kjeld von Viborg, Wandmalerei in der Apsis der katholischen Domkirche St. Ansgar in Kopenhagen

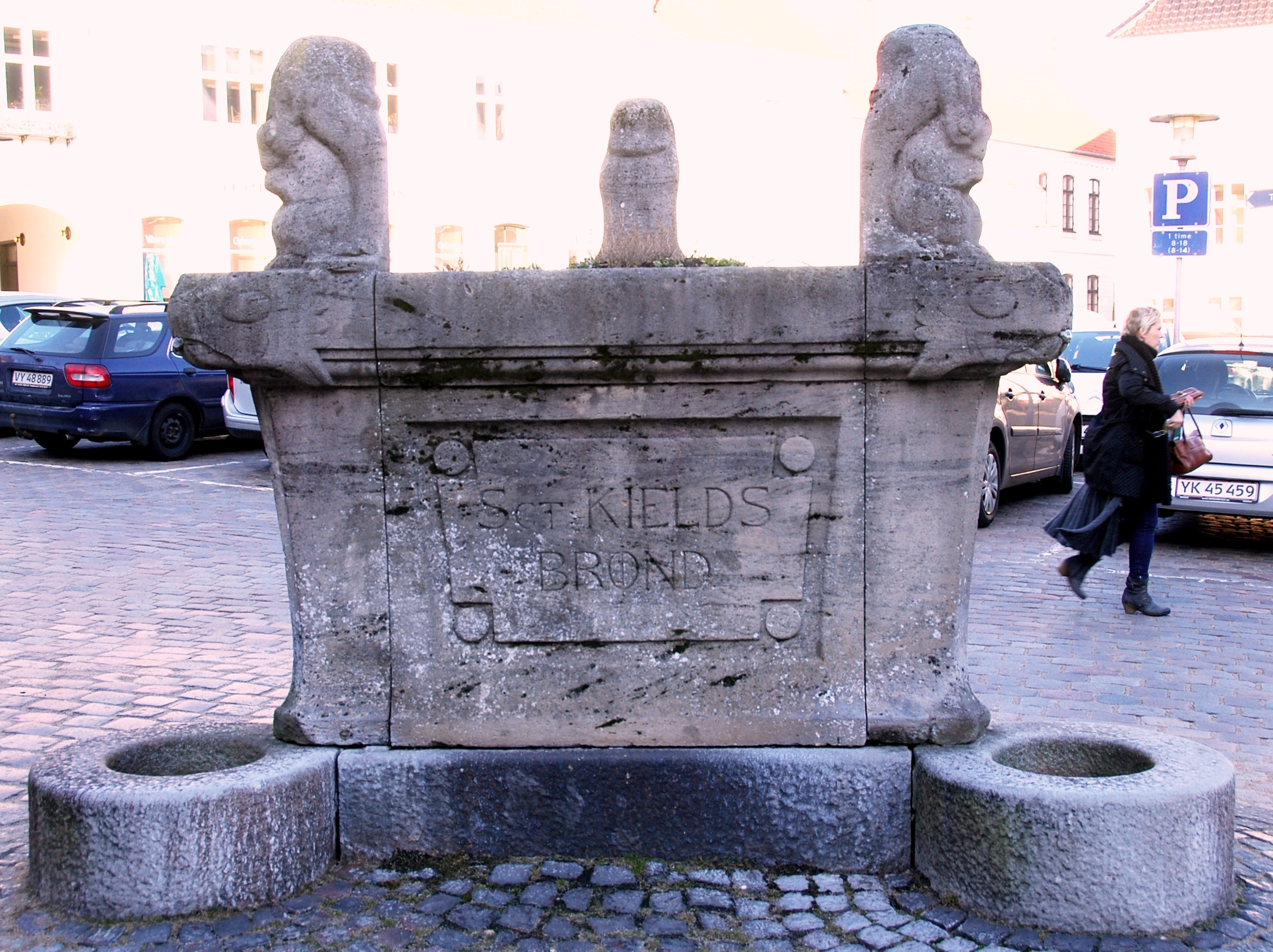
St.-Kjelds-Brunnen auf dem Nytorv in Viborg

Kjeld von Viborg (* um 1100 bei Randers; † 1150 in Viborg) war Dompropst am Dom von Viborg und Lehrer an der dortigen Domschule. Er ist ein Heiliger der katholischen Kirche.

## Leben
Kjeld entstammte einer adligen Familie und erhielt eine gründliche Ausbildung. Bereits mit zwanzig Jahren wurde er Domherr in Viborg und Lateinlehrer an der Domschule. Nach der Priesterweihe unternahm er eine Wallfahrt nach Rom und bat den Papst, ihn mit der Mission bei den Wenden zu beauftragen. Dieser empfahl ihn jedoch dem Viborger Domkapitel als Hirten. Kjeld starb dort 1150 als Dompropst.

## Verehrung

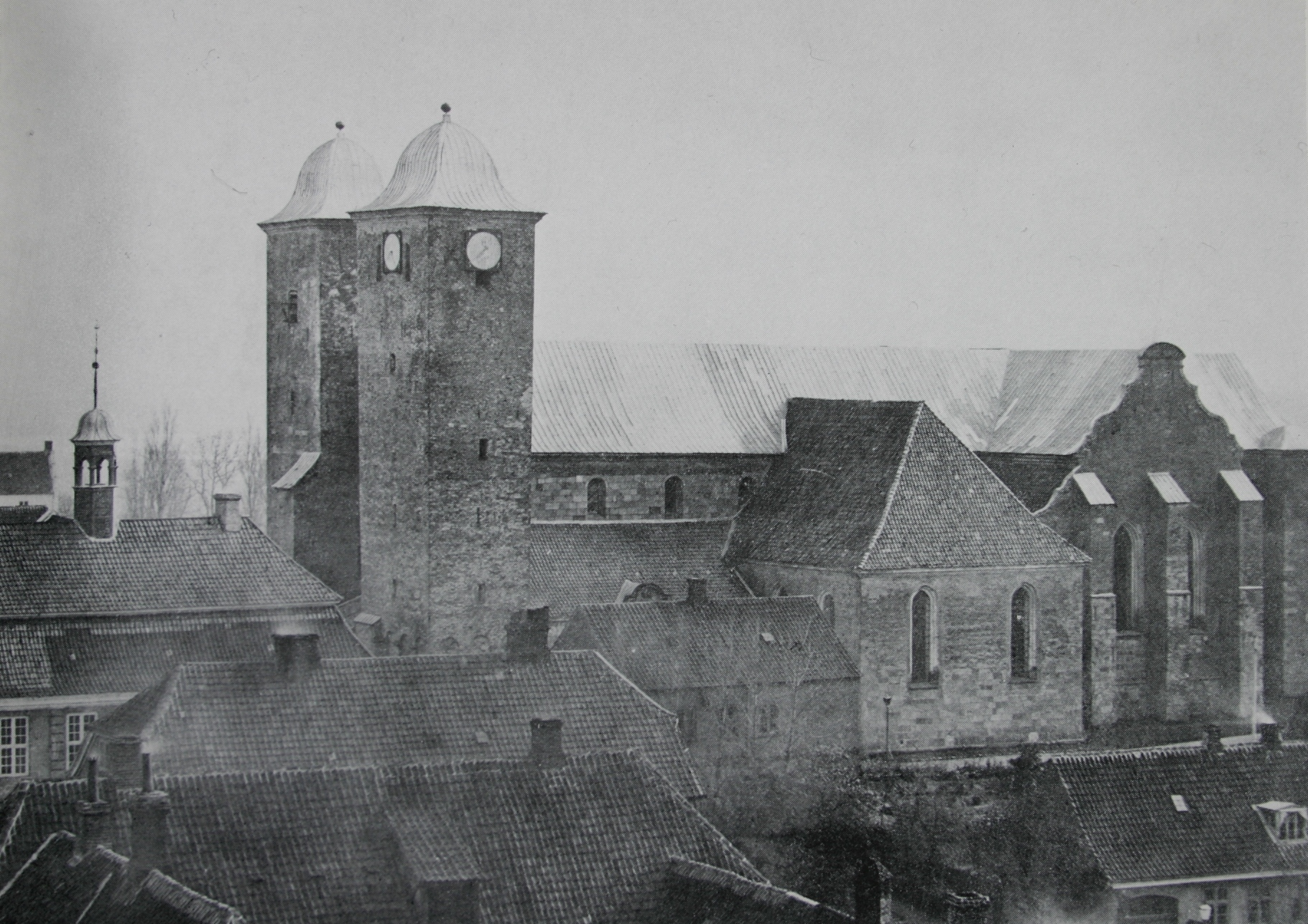
Dom von Viborg vor 1863, Nordseite; in der Mitte die St.-Kjeld-Kapelle

An Kjelds Grab im Viborger Dom geschahen laut Überlieferung bald zahlreiche Heilungswunder. 1188 baten der König und die Bischöfe Dänemarks den Papst um die Heiligsprechung Kjelds, die am 11. Juli 1189 mit der Erhebung seiner Gebeine erfolgte. An der Kathedrale wurde eine Kapelle mit einem Schrein für den nunmehrigen Stadtpatron erbaut, und der 11. Juli wurde zum Fest- und Kirmestag in Viborg.
Mit der Reformation hörte die Kjeld-Verehrung auf. Bei der neuromanischen Restaurierung des Doms im 19. Jahrhundert wurde die St.-Kjeld-Kapelle nicht erneuert.